# Тензорное расслоение
Тензорное расслоение типа {\displaystyle (p,\;q)} на дифференцируемом многообразии {\displaystyle M} — векторное расслоение {\displaystyle T^{p,\;q}(M)} над {\displaystyle M}, ассоциированное с расслоением касательных реперов и имеющее в качестве стандартного слоя пространство {\displaystyle T^{p,\;q}(\mathbb {R} ^{n})} тензоров типа {\displaystyle (p,\;q)} на {\displaystyle \mathbb {R} ^{n}}, в котором группа {\displaystyle GL(n,\;\mathbb {R} )} действует при помощи тензорного представления. Например, {\displaystyle T^{1,\;0}(M)} совпадает с касательным расслоением {\displaystyle T(M)} над {\displaystyle M}, a {\displaystyle T^{0,\;1}(M)} — с кокасательным расслоением {\displaystyle T(M)^{*}}.
В общем случае тензорное расслоение изоморфно тензорному произведению касательных и кокасательных расслоений:
{\displaystyle T^{p,\;q}(M)\cong {\overset {p}{\bigotimes }}\,T(M)\,\bigotimes \,{\overset {q}{\bigotimes }}\,T(M)^{*}.}
Сами расслоения являются лишь основой для построения сечений тензорных расслоений типа {\displaystyle (p,\;q)}, которые называются тензорными полями типа {\displaystyle (p,\;q)} и являются основным объектом исследования дифференциальной геометрии. Так, например, риманова структура на {\displaystyle M} — это гладкое сечение расслоения {\displaystyle T^{0,\;2}(M)}, значения которого являются положительно определёнными симметрическими формами.
Гладкие сечения расслоения {\displaystyle T^{p,\;q}(M)} образуют модуль {\displaystyle D^{p,\;q}(M)} над алгеброй {\displaystyle F^{\infty }(M)=D^{0,\;0}(M)} гладких функций на {\displaystyle M}. Если {\displaystyle M} — паракомпактное многообразие, то
{\displaystyle D^{p,\;q}(M)\cong {\overset {p}{\bigotimes }}\,D^{1}(M)\,\bigotimes \,{\overset {q}{\bigotimes }}\,D^{1}(M)^{*},}
где {\displaystyle D^{1}(M)=D^{1,\;0}(M)} — модуль гладких векторных полей, {\displaystyle D^{1}(M)^{*}=D^{0,\;1}(M)} — модуль пфаффовых дифференциальных форм, а тензорные произведения берутся над {\displaystyle F^{\infty }(M)}.
В классической дифференциальной геометрии тензорные поля иногда называют просто тензорами на {\displaystyle M}.